# Heartland Public Radio
Heartland Public Radio (HPR) ist eine nichtkommerzielle, hörerfinanzierte Rundfunkgesellschaft in den USA in Branson, Missouri. Das HPR arbeitet seit seiner Gründung 2004 unter dem Public Broadcasting Act und produziert Musikprogramme, die die angeschlossenen Public-Radio-Stationen senden und die im Netz gestreamt werden. Derzeit werden die Programme HPR 1, HPR 2 und HPR4 rund um die Uhr mit unterschiedlichen Musikgenres gestreamt. HPR erhält nach eigenen Angaben keinerlei staatliche Förderung, sondern finanziert sich aus den Beiträgen der Hörer und Werbung auf der Homepage. Die Programme werden nicht durch Commercials unterbrochen.
Mit die bekannteste Sendung ist Truckin’ Across The Heartland, eine Musiksendung mit klassischem Country mit Trucker Rod.